# 横尾博之
横尾 博之 （よこお ひろゆき、1966年11月13日 - ）は、日本の男性声優。ぷろだくしょんバオバブ所属。

## 来歴・人物
大阪府出身。早稲田大学第一文学部卒業。学生時代は人形劇サークルに所属。以前はマウスプロモーションに所属していた。
声優としては、アニメ、外画吹き替えなどで活躍。
方言は大阪弁。
資格は普通自動車免許。
趣味は野球、競馬、ダーツ、一人カラオケ、旅。

## 出演作品

### テレビアニメ
1995年
- バーチャファイター（黒道着C、声2、忍者C）

1996年
- こどものおもちゃ
- 超者ライディーン（男B）
- YAT安心!宇宙旅行（シゲル、販売員、客）

1997年
- CLAMP学園探偵団（ガードマン、警備員B）
- 剣風伝奇ベルセルク（1997年 - 1998年、兵士C、ティロス 他）
- はいぱーぽりす（ガイコツ男、キャスター、ブタ、魔物B）

1998年
- それいけ!アンパンマン（1998年 - 2010年、クマ太くんのお父さん〈初代〉、うさぎおじさん、アマグモラ〈4代目〉、やぎじいさん〈3代目〉）
- デビルマンレディー（パイロット、オペレーター、警官、防疫中隊員A、ディレクター、カメラマン 他）
- 名探偵コナン（1998年 - 2016年、小林、小林刑事〈代役〉、霧間次郎 他）

1999年
- アークザラッド（ボディガードB、ジャック）
- 人形草紙あやつり左近（係員、記者、警官、新聞配達）
- 週刊ストーリーランド（1999年 - 2001年、助手、友達、男子生徒、ディレクター、警官、新郎、町人B、町人2、係員1）
- 星界の紋章（航法士）
- セラフィムコール（アナウンサー、板前、管制官）
- ∀ガンダム（WAD兵3）
- どっきりドクター（江里口武）
- モンスターファーム〜円盤石の秘密〜（1999年 - 2000年、ブルーマウンテン） - 2シリーズ
- ルパン三世 愛のダ・カーポ〜FUJIKO'S Unlucky Days〜（スタッフ1）

2000年
- 風まかせ月影蘭
- 幻想魔伝 最遊記（萌花の許婚）
- サイバーシックス（かつらの男性）
- 星界の戦旗（2000年 - 2001年、ガムロイル次席翔士、乗員A、乗員D、翔士B、通信の声、補給担当翔士、団員A、パイロットA） - 2シリーズ
- NieA_7（銭湯の客）
- 陽だまりの樹（品川雄二郎）
- へろへろくん（デルデル社長）
- マイアミ☆ガンズ（ジョージ）
- ルパン三世 1$マネーウォーズ
- ワイルドアームズ トワイライトヴェノム（男2）

2002年
- キディ・グレイド（ファール、鑑定官、護送船員）
- パタパタ飛行船の冒険（シュルツ）

2003年
- THE ビッグオー second season（警官、フィル）

2004年
- 爆裂天使（RAPT隊長）

2005年
- 雪の女王（警官）

2007年
- DEATH NOTE（紙村英）

2008年
- ゴルゴ13（捜査官A）

2012年
- HUNTER×HUNTER（第2作）（2012年 - 2013年、ソミー、イサク、アッサム、サブ）

2014年
- 寄生獣 セイの格率（立川ハルキ）

### OVA
- ブラック・ジャック（1993年、村人B）
- ガンスミスキャッツ（1995年）
- 銀河英雄伝説（1996年）
- サクラ大戦 桜華絢爛（1997年、町の人々）
- B'T-X NEO（1997年、男A）
- クイーン・エメラルダス（1998年）
- 世にも恐ろしい日本昔話（2000年、老婆の息子、若い男、男B）

### 劇場アニメ
- め組の大吾 火事場のバカヤロー（1999年、無線の声）
- それいけ!アンパンマン すくえ! ココリンと奇跡の星（2011年、評議員）

### ゲーム
- 制服伝説 プリティ・ファイターX（1995年）
- ガーディアンヒーローズ（1996年、ズル・パ・イヤー）
- サンライズ英雄譚シリーズ（1999年、UNKNOWN）
- サンライズ英雄譚R（2000年、オペレータ、バララント士官、マーダル兵）
- 世界一ツイてない女 どつぼちゃん（2000年）
- 鬼武者（2001年）
- サクラ大戦4 〜恋せよ乙女〜（2002年、群集）
- アドバンス ガーディアンヒーローズ（2004年、ズル・パ・イヤー）
- HUNTER×HUNTER グリードアドベンチャー（2018年、サブ）

### ドラマCD
- Weiß kreuz Dramatic Precious 1st STAGE SLEEPLESS NIGHT（署長）
- 私立ジャスティス学園 アドベンチャードラマアルバム ねらわれた太陽学園 熱血探偵編（青木教諭）
- スターオーシャン セカンドストーリー 約束の小さな瞳（兵士2）
- ストリートファイターZERO2 外伝II さくら・もっとも危ない文化祭（不良3、三年生1、男1）
- 八雲立つ 音盤物語（不良）

### 吹き替え

#### 映画（吹き替え）
- アイ・ゴット・ザ・フックアップ
- 愛は波の彼方に
- アサシン ※テレビ朝日版
- アステロイド2（ダグ）
- アメリカン・ソルジャーズ2
- アリス・イン・ワンダーランド/不思議の国のアリス（父）
- アンダー・ザ・スキン
- インセクター・ガジェット（ジョンソン）
- ウインドトーカーズ ※テレビ朝日版
- ウエスト・サイド物語 ※テレビ東京版
- 運命の女
- エアポート'02
- エイリアン2（スパンクマイヤー〈ダニエル・カッシュ〉）※テレビ朝日2004年版
- エクスプレス/負けざる男たち（アーニー・デイビス〈ロブ・ブラウン〉）
- エントラップメント（ミレニアム・マン〈ティム・ポッター〉）※機内上映版
- オペラ座の怪人（プリンカード）
- カウンターフォース
- 彼女と僕のいた場所（ブリードリヒ）
- ギガンテス
- 恐怖の報酬 ※テレビ東京版
- グランピア・オールドマン（ジェラルド）
- クリスマス黙示録（トマシ）
- クレイジー香港
- グレイスランド（メカニック）
- クロウ/飛翔伝説
- クロッシング（ノア）
- グローリー・デイズ 旅立ちの日（ステュー）
- クンドゥン（リン）
- コーチ・カーター （ケニヨン・ストーン〈ロブ・ブラウン〉）
- ザ・カップ
- ザ・グリード（レーダー士）※テレビ朝日版
- フェイス（ビアーズ）
- ザ・メイカー
- G.I.ジェーン（スタン）
- ジョーイ/小さな冒険者
- スター・トレック ※ソフト版
- スタートレック ファーストコンタクト
- スモーキン・エース/暗殺者がいっぱい
- セイブ・ザ・ラストダンス
- セントラル・ステーション（モイゼス〈カイオ・ジュンケイラ〉）
- ソードフィッシュ ※日本テレビ版
- 大殺戮（チャド）
- ダブル・ジョパディー ※テレビ朝日版
- ダブル・ターゲット（Tボーイ）
- ダンサーの純情（チャン・ヒョンス）
- デイライト ※ソフト版
- デッドリー・クーガー（サミー）
- デッド・リミット
- デュースワイルド（マルコ〈ノーマン・リーダス〉）
- ドゥームズデイマン
- ドブル・クラッシュ（パイロット）
- トレマーズ
- ナッティ・プロフェッサー クランプ教授の場合 ※日本テレビ版
- ネイキッド・アイ（フィロメノ）
- ネバダ・スミス（ハドソン〈テッド・デ・コルシア〉）※ソフト版
- ノーチラス（ラルフ）
- ノッキン・オン・ヘブンズ・ドア（ケラー〈ラルフ・ケアフォート〉）
- ハリケーン・チェイサー（ランディ）
- バスケットボール・ダイアリーズ
- パラサイト2000（ガイ）
- ファースト・コンタクト
- 復讐の処刑コップ ※テレビ東京版
- プレッシャー2
- ベイブ/都会へ行く（おす犬）
- ベートーベン ※NHK-BS2版
- ベスト・フレンズ・ウェディング
- ポセイドン・アドベンチャー（サイラス・コープランド）
- 待ちきれなくて…
- マン・オン・ザ・ムーン
- ミッションブルー（ジュニア）
- 息子の部屋（エンリコ〈アントニオ・ペトロセリ〉）
- モンタージュ（アーニー）
- 社
- U.M.A レイク・プラシッド（ウオルト・ローソン〈デヴィッド・ルイス〉）
- リベラ・メ
- レザー・ブレイド（ワトキンス）
- レスリー・ニールセン 裸のサンタクロース（グレイディ〈R.D.リード〉）
- レッド・ウォール
- ロサンゼルス大地震（ブライアン）
- わすれな草（若き日の九龍〈サム・リー〉）

#### ドラマ
- アガサ・クリスティー ミス・マープル 書斎の死体（マーク・ジェファーソン）
- ER緊急救命室
  - シーズン4 #14（パイロット）
  - シーズン6 #8（患者）
  - シーズン7 #3（ディバチスタ）
- カサンドラ〜愛と運命の果てに（グリンカ）
- クリスマスに雪は降るの?（イヴァンヌ）
- クリミナル・マインド3 FBI行動分析課 #10（ボビー）
- サード・ウォッチ
- サバイバー: 宿命の大統領
- サブリナ
- CSI:マイアミ4（ダン・クーパー）
- フェームL.A.（アダム）
- ペット・スター（マリオ・ロペス）
- ミッシング -サイキック捜査官-（ハンター 他）

#### アニメ
- KND ハチャメチャ大作戦（ウィンク）
- 原始家族フリントストーン
- ジャスティス・リーグ（コッパーヘッド）
- トムとジェリーキッズ
- ピンキー&ブレイン
- ヘラクレス（男性）
- マダガスカル（アレックス）※予告編
- リトルフット 龍の岩の伝説（ランベオサウル）

### ナレーション
- アグネス・チャンと行く!!ぽかぽか中華街（TwellV）

### 映画
- 呪怨（ニュースの声）